# Mets de Guaynabo
Mets de Guaynabo son un equipo de baloncesto profesional puertorriqueño con sede en Guaynabo, Puerto Rico, compitiendo en el Baloncesto Superior Nacional (BSN), la principal liga de baloncesto de la isla, como parte de su  Sección Este. Originalmente fundada en 1935 como el Cangrejeros de Santurce, la franquicia se trasladó a Guaynabo en 1976, adoptando apodo de Mets debido a la ubicación metropolitana de la ciudad. Los Mets juegan sus partidos en casa en Coliseo Mario Morales, que lleva el nombre de la leyenda de los Mets Mario Morales un jugador legendario que guio a los Mets a tres campeonatos de BSN en la década de 1980 (1980, 1982 y 1989). 
Los Mets llegaron a las finales en 1978, 1980, 1981, 1982, 1983, 1985, 1989, 1990, 1993 y 2021.

## Historia
Los Mets de Guaynabo son un equipo profesional de baloncesto de Puerto Rico, fundado en 1935 como los Cangrejeros de Santurce. En 1976, la franquicia se trasladó a Guaynabo y adoptó el nombre de Mets de Guaynabo, convirtiéndose en una potencia en el Baloncesto Superior Nacional (BSN) durante la década de 1980. Bajo el liderazgo de jugadores como Mario "Quijote" Morales y Federico "Fico" López y dirigidos por el entrenador Julio Toro, los Mets ganaron tres campeonatos (1980, 1982 y 1989) y llegaron a múltiples finales. Su dominio se vio impulsado por un equipo joven y talentoso, aunque nuevas reglas de la liga limitaron su hegemonía al introducir un draft y restricciones de roster  
La temporada de 1980 del Baloncesto Superior Nacional (BSN) marcó un hito para los Mets de Guaynabo, ya que lograron su primer campeonato en la liga. Bajo la dirección del entrenador Julio Toro, el equipo, liderado por la estrella Mario "Quijote" Morales y jugadores clave como Federico "Fico" López, José "El Galgo" Sosa y Earl Brown, mostró un juego dinámico y dominante. Los Mets destacaron por su roster joven y talentoso, que combinaba velocidad, habilidad ofensiva y una defensa sólida.
Durante la temporada regular, Guaynabo se posicionó como uno de los equipos más fuertes, clasificando cómodamente a los playoffs. En la postemporada, los Mets avanzaron con determinación, culminando en una serie final emocionante contra los Piratas de Quebradillas. Guaynabo se impuso en la serie decisiva, conquistando el título de 1980 y consolidándose como una nueva potencia en el BSN. Mario Morales, quien también fue nombrado Jugador Más Valioso de la liga ese año, fue fundamental en el éxito del equipo, promediando cifras impresionantes en puntos y liderando en momentos clave. 
La temporada de 1982 fue un año destacado para los Mets de Guaynabo en el Baloncesto Superior Nacional (BSN) de Puerto Rico, ya que lograron conquistar el campeonato de la liga, consolidándose como uno de los equipos dominantes de la década de 1980. Bajo la dirección del entrenador Julio Toro, los Mets contaron con un roster talentoso liderado por Mario "Quijote" Morales, quien fue una pieza clave en la ofensiva y defensiva del equipo, ganando ese año el premio al Jugador Más Valioso de la liga. Junto a Morales, jugadores como Federico "Fico" López, José "El Galgo" Sosa, José Santos, Gustavo Santos y Earl Brown formaron un núcleo sólido que combinaba juventud, experiencia y versatilidad.
Durante la temporada regular, los Mets se destacaron por su consistencia, terminando entre los primeros lugares de la tabla, lo que les aseguró una posición favorable en los playoffs. En las series finales, enfrentaron una competencia intensa, pero su química como equipo y el liderazgo de Morales les permitieron superar a sus rivales. Los Mets se coronaron campeones al vencer en la serie final, logrando su segundo título en tres años (tras el de 1980). Este triunfo marcó el apogeo de una era dorada para la franquicia, que se mantuvo como contendiente durante toda la década.
Aunque los detalles estadísticos específicos de la temporada, como el récord exacto o promedios individuales, no están completamente documentados en fuentes públicas accesibles, el campeonato de 1982 es recordado como un hito en la historia de los Mets, impulsado por el talento colectivo y el impacto de Morales, quien consolidó su legado como una leyenda del baloncesto puertorriqueño. 
En 1989, los Mets contaron con un roster talentoso que incluía a jugadores clave como Morales, Federico "Fico" López, José "Papo" Santos y refuerzos estratégicos, lo que les permitió destacarse en la temporada regular y avanzar con fuerza en los playoffs. En las finales, enfrentaron a los Leones de Ponce, un equipo formidable, pero los Mets lograron imponerse para alzarse con el título, un logro que marcó el último campeonato de su era dorada en los 80. Esta victoria fue especialmente significativa porque cerró una década en la que Guaynabo alcanzó los playoffs cada año y llegó a seis finales (1980, 1981, 1982, 1983, 1985 y 1989).
El éxito de 1989 se atribuye a la combinación de experiencia, química de equipo y el liderazgo de Morales, quien estaba en la cima de su carrera. El Coliseo Mario Quijote Morales, entonces conocido como el Pabellón de los Mets, vibró con el apoyo de los fanáticos, que celebraron un título más para la franquicia antes de que cambios en las reglas de la liga y desafíos económicos afectaran su dominio en los años siguientes.  

### Conquistadores de Guaynabo
El baloncesto en Guaynabo tiene raíces profundas, particularmente asociado con los Mets. Los Mets dominaron la liga en la década de 1980, ganando campeonatos en 1980, 1982 y 1989. Sin embargo, a principios de la década de 2000, los Mets enfrentaron dificultades financieras que llevaron a su pausa, dejando un vacío en la representación de Guaynabo en el BSN. En este contexto, los Conquistadores de Guaynabo surgieron como respuesta a la necesidad de mantener vivo el baloncesto en la ciudad. En noviembre de 2005, tras la desaparición temporal de los Mets, la franquicia de los Gallitos de Isabela se trasladó a Guaynabo por iniciativa del entonces alcalde Héctor O'Neill García. Este equipo adoptó el nombre de Conquistadores de Guaynabo, marcando el regreso del baloncesto de alto nivel a la ciudad bajo una nueva identidad. Los Conquistadores debutaron en la temporada 2006 del BSN, con Julio César Vega Acosta como su primer equipo y luego Jorge Cátala Monge. A pesar del entusiasmo inicial, los Conquistadores no pudieron replicar el éxito histórico de los Mets. Durante su existencia, el equipo enfrentó desafíos deportivos y administrativos. Los Conquistadores ganaron ningún título ni llegaron a la final del BSN, y su permanencia en la liga fue relativamente corta. En 2009, luego de resolver los problemas relacionados con los derechos del nombre de la franquicia Guaynabo, se decidió restablecer el nombre "Mets" para todas las franquicias deportivas de la ciudad, marcando el fin de los Conquistadores como entidad activa en el BSN. Ese año, los Mets fueron restablecidos, reemplazando a los Conquistadores y reviviendo el nombre más icónico. Si bien los Conquistadores no dejaron una huella profunda en cuanto a campeonatos o logros deportivos, su existencia sirvió como puente temporal para mantener vivo el baloncesto profesional en Guaynabo. Después de su disolución en 2009, los Mets regresaron y continuaron compitiendo en la BSN.

### Regresa como equipo de expansión
El 22 de noviembre de 2019, los funcionarios de la liga anunciaron que el primer equipo de expansión desde 1993 se establecería en el área de San Juan.   Los propietarios Marc Grossman y Mark Linder inicialmente consideraron el Coliseo Roberto Clemente como la cancha local para su nuevo equipo, pero la alcadesa San Juan, Carmen Yulin Cruz  expresó su preocupación de que el equipo no podría jugar una temporada completa en el lugar debido a eventos programados previamente.  Grossman y Linder decidieron entonces revivir a los Mets de Guaynabo, cinco años después de que el equipo original abandonara Guaynabo .     
El equipo se volvió a presentar el 17 de diciembre de 2019, en una conferencia de prensa con Grossman, el ex gerente general de la selección nacional de baloncesto de Puerto Rico, Alfredo Morales, el alcalde de Guaynabo , Ángel Pérez Otero, y el presidente de BSN, Ricardo Dalmau .   Durante la conferencia de prensa, los directivos del equipo revelaron que el nuevo equipo, el décimo de la liga, firmó a su primer agente libre, Angel Alamo.  Alamo era un delantero de 34 años que había jugado previamente para los Mets en 2012 y 2013.   El equipo también seleccionó a cuatro jugadores en un draft de expansión el 22 de noviembre de 2019 y recibió la undécima selección en el draft del 15 de enero de 2020.      

### Rendimiento reciente (2020-2024)
La temporada 2020 del Baloncesto Superior Nacional (BSN) marcó el regreso de los Mets a la liga después de una ausencia de cinco años, habiendo sido reincorporados con una nueva propiedad en 2019. La temporada, retrasada y condensada debido a la pandemia de COVID-19, se jugó en formato "burbuja" en Puerto Rico, a partir de noviembre de 2020. Los Mets mostraron potencial en su año de regreso, terminando la temporada regular con un récord competitivo y asegurando un lugar en los playoffs. Avanzaron a las semifinales, un logro significativo para un equipo que se estaba restableciendo, pero su racha terminó con una derrota en la serie 2-1 ante los Vaqueros de Bayamón, quedándose justo antes de su primera aparición en las Finales de BSN desde 1993. La derrota en la semifinal llegó en un cerrado tercer juego, con Bayamón logrando una victoria de 79-76. Las actuaciones clave de jugadores como David Stockton, quien lideró con 40 puntos en una victoria crucial en la temporada regular, resaltaron el potencial de los Mets, preparando el escenario para sus actuaciones más fuertes en los años siguientes. En general, la temporada 2020 fue un regreso agridulce pero alentador para los Mets, combinando una montaña rusa de desafíos con una base sólida para el éxito futuro.  
Temporada 2021: Basándose en su aparición en semifinales en 2020, los Mets demostraron resiliencia y talento, llegando finalmente a las finales de BSN.
En la temporada regular, los Mets terminaron con un sólido récord de 21-11, colocándolos entre los mejores equipos de la liga y asegurando un puesto favorable en los playoffs. Su carrera de postemporada comenzó con un enfrentamiento de cuartos de final contra los Leones de Ponce, a quienes derrotaron 4-2 en una serie de seis juegos. Un momento destacado se produjo en el sexto juego, cuando el capitán Jonathan Han anotó un dramático tiro sobre la bocina en media cancha para asegurar una victoria de 83-80 con el marcador empatado 80-80 y menos de seis segundos restantes, una jugada icónica que los impulsó hacia adelante.
En semifinales, los Mets se enfrentaron a los Vaqueros de Bayamón, equipo que los había eliminado en 2020. Esta vez, llevaron la serie a siete juegos, dividiendo los primeros seis con actuaciones notables, incluida una victoria de 101-93 en el Juego 2 liderada por los 20 puntos de Han. A pesar de la lesión en el tendón de la corva que dejó a Han fuera al final de la serie, los Mets prevalecieron 4-3, avanzando a las Finales por primera vez desde 1993.
En las Finales del BSN, los Mets se enfrentaron a los Capitanes de Arecibo, un formidable oponente liderado por Walter Hodge . La serie fue competitiva, con Guaynabo dividiendo los primeros dos juegos: Arecibo ganó el Juego 1 (86-80), mientras que los Mets se llevaron el Juego 2 (91-86). Sin embargo, Arecibo tomó impulso, ganando los Juegos 3 y 4 (85-71 y 96-85), poniendo a los Mets al borde del abismo. Guaynabo contraatacó con una victoria de 85-75 en el Juego 5, reduciendo la serie a 3-2, pero Arecibo selló el campeonato en el Juego 6 con una victoria de 90-79, llevándose el título 4-2.   
La temporada 2021 fue un gran avance para los Mets, que terminaron como subcampeones en su carrera de playoffs más profunda desde principios de la década de 1990.
La temporada 2022 fue un paso atrás respecto de su impresionante carrera en las Finales de 2021, marcada por la inconsistencia y el fracaso en llegar a los playoffs. Después de terminar como subcampeones el año anterior, los Mets ingresaron a 2022 con grandes expectativas bajo el mando del entrenador en jefe Brad Greenberg, pero tuvieron dificultades para replicar su éxito anterior. Los Mets no pudieron mantener el impulso de sus apariciones en semifinales y finales de 2021. Jugadores clave como Jonathan Han, Renaldo Balkman y Tyquan Rolón permanecieron en el roster, pero la cohesión del equipo flaqueó y terminaron fuera de la imagen de postemporada. Este decepcionante resultado motivó ajustes en los años posteriores, incluida la firma de alto perfil de DeMarcus Cousins en 2023, mientras los Mets buscaban recuperar su ventaja competitiva. La temporada 2022 representa así un raro tropiezo en el por lo demás fuerte resurgimiento de la franquicia.
Los Mets adquirieron a DeMarcus Cousins, ex centro All-Star de la NBA, justo a tiempo para la temporada 2023, lo que marca un momento significativo para la franquicia. Anunciado el 11 de abril de 2023, Cousins firmó con el equipo como agente libre a la edad de 32 años, con el objetivo de usar la etapa como un trampolín para regresar a la NBA después de no firmar para la temporada 2022-23. Los Mets, reconociendo su pedigrí, lo trajeron a bordo para la temporada de primavera, y el copropietario del equipo, Marc Grossman, elogió a Cousins como " uno de los mejores jugadores de baloncesto de su generación ", cuyas habilidades, particularmente su capacidad para lanzar y estirar la cancha, encajarían bien en el estilo de ritmo rápido de BSN.  
El impacto de Cousins en los Mets durante su mandato en 2023 fue notable tanto dentro como fuera de la cancha. Tuvo actuaciones estadísticas impresionantes, con un promedio de 20,4 puntos, 10,9 rebotes y 4,5 asistencias por partido en 25,48 minutos, mientras disparaba con un eficiente 44% desde más allá de la línea de tres puntos y un 69% desde la línea de tiros libres. Su presencia elevó la competitividad del equipo, guiándolos a los playoffs del BSN y a las semifinales. Sin embargo, sus esperanzas de campeonato se vieron frustradas por los Gigantes de Carolina, que eliminaron a los Mets en una reñida serie de siete juegos. Cousins sufrió una lesión al comienzo del Juego 6, lo que lo dejó fuera por aproximadamente una semana y potencialmente afectó el impulso del equipo en la serie final, aunque ya había dejado una fuerte marca en su carrera de postemporada. 
En general, la temporada 2023 fue un éxito para los Mets, marcando su segunda aparición en semifinales en tres años desde su reincorporación en 2019. El impacto de Cousins, junto con las contribuciones de veteranos y talentos emergentes, solidificó su estatus como contendientes de BSN, aunque no pudieron recuperar la gloria de las Finales de 2021.
En la temporada 2024, los Mets continuaron mejorando su posición competitiva, aunque los resultados específicos aún no están completos a principios de 2025. Su juego documentado más reciente antes de la conclusión de la temporada fue una derrota ante los Leones de Ponce (87-70), lo que refleja los desafíos constantes contra equipos de BSN de primer nivel. A lo largo de estas cuatro temporadas, los Mets de Guaynabo han consolidado su regreso a la prominencia en el baloncesto puertorriqueño, equilibrando apariciones en los playoffs con períodos de ajuste bajo la dirección del entrenador en jefe José Juan Barea .   

### Récord  por temporada
Nota: PJ= Partidos jugados, V = Victorias, D = Derrotas, V–D% = Porcentaje de victorias
| Temporada | PJ | V  | D  | V-D% | Resultado Temporada Regular | Resultado Post temporada                    |
| 2019–20   | 11 | 5  | 6  | 45%  | 8º                          | Perdió en Semifinales 1-2 ( Bayamón )       |
| 2020–21   | 32 | 17 | 15 | 53%  | 3.º B                       | Perdió en Final 2-4 (Capitanes de Arecibo ) |
| 2021–22   | 32 | 14 | 18 | 44%  | 5º B                        | No clasificó                                |
| 2022–23   | 36 | 21 | 15 | 58%  | 2º B                        | Perdió en Semifinales 3-4 ( Carolina )      |
| 2023–24   | 34 | 21 | 13 | 62%  | 1.º B                       | Perdió en cuartos de final 2-4 ( Ponce )    |

### Cuerpo Técnico
En agosto de 2023,José Juan (J.J.) Barea, una condena de 14 añosNBAveterano y campeón de 2011 con elDallas Mavericks, fue anunciado como el nuevo entrenador en jefe de los Mets de Guaynabo en laBaloncesto Superior Nacional (BSN). El puertorriqueño, quien se retiró del baloncesto profesional en 2022 después de una carrera histórica como jugador, asumió su primer papel de entrenador en jefe con los Mets, un equipo que recientemente había sido noticia al fichar a la ex estrella de la NBADeMarcus Cousins. El nombramiento de Barea marcó un hito importante tanto para su carrera como entrenador y para la franquicia, que había llegado a las semifinales del BSN tres veces en las cuatro temporadas anteriores.

## Logo
Alternativos:

### Leyendas del equipo
Mario Morales y Federico "Fico" López fueron retirados de sus dorsales por el equipo, y la ceremonia oficial en honor a sus carreras se llevó a cabo el 4 de noviembre de 2021. Durante un evento de medio tiempo en el Juego 6 de las semifinales de 2021 contra los Vaqueros de Bayamón en el Coliseo Mario Morales, los Mets izaron pancartas para conmemorar sus contribuciones. Morales, que llevaba el número 15, y López, que llevaba el número 5, vieron sus números retirados oficialmente, asegurando que ningún futuro jugador de los Mets pudiera usarlos. Morales estuvo presente en el reconocimiento, mientras que López, quien falleció el 6 de noviembre de 2006, estuvo representado por su familia. Este evento celebró su papel fundamental en los tres campeonatos de los Mets (1980, 1982 y 1989) y su legado duradero con la franquicia. El 20 de mayo de 2024, el número 9 de José Sosa fue retirado y honrado junto con Morales y López

### Números retirados
| Números retirados | Números retirados | Números retirados | Números retirados | Números retirados       |
| N.º               | Jugador           | Posición          | Años activo       | Ceremonia               |
| ----------------- | ----------------- | ----------------- | ----------------- | ----------------------- |
| 15                | Mario Morales     | F                 | 1977-1998         | 11 de noviembre de 2021 |
| 5                 | Federico López    | G                 | 1981-1997         | 11 de noviembre de 2021 |
| 9                 | Jose Sosa         | SG                | 1977-1986         | 20 de mayo de 2024      |